# Estoloides grossepunctata
Estoloides grossepunctata là một loài bọ cánh cứng trong họ Cerambycidae.